# Uedson Ney dos Santos
Uedson Ney dos Santos, meglio noto come Ney Santos (Maruim, 23 febbraio 1981), è un ex calciatore brasiliano, di ruolo difensore.

## Carriera
Ha giocato nella massima serie dei campionati brasiliano e portoghese.